# Le maschere
Le Maschere (français : les masques) est un opéra en un prologue et trois actes de Pietro Mascagni sur un livret de Luigi Illica en langue italienne. Il est créé le 17 janvier 1901 simultanément sur six scènes italiennes et à Naples deux jours plus tard.

## Création et représentations
Il est créé le 17 janvier 1901 simultanément sur six scènes italiennes
- le théâtre Costanzi de Rome, sous la direction de l'auteur et avec la distribution : Celestina Boninsegna (Rosaura) et Iris Adami Corradetti (Columbine), Amedeo Bassi (Florindo), Francesco Daddi (Arlequí), Luigi Poggi (Brighella), Arturo Pessina (Capità Por) et Ferruccio Corradetti (Tartaglia), José Cremona (Graziano/Balanzone) et Constantino Nicolay (pantalons), Luigi Rasi (Giocadio). L'opéra a eu un succès notable.
- à la Scala de Milan, sous la direction d'Arturo Toscanini, avec Enrico Caruso et Emma Carelli). La réception a été mitigée.
- au Teatro Regio de Turin sous la baguette de Rodolfo Ferrari ;
- à la Fenice de Venise avec la distribution : Maria Farneti (Rosaura) et M.A Fiori (Columbine), Elvino Ventura (Florindo), E. Giordani (Arlequí), Augusto Balboni (Brighella), Nestore della Torre (Capità Por) et Giovanni Bellucci (Tartaglia), Felice Foglia (Graziano/Balanzone) et Ruggero Galli (pantalons), Carlo Duse (Giocadio).  ;
- au Teatro Filarmonico de Vérone ;
- au Théâtre Carlo-Felice de  Gênes.

Pendant les entractes, Mascagni était informé grâce à des télégrammes qui arrivaient de tous les lieux de concert.
Deux jours plus tard, l'opéra a été joué  :
- au Théâtre San Carlo à Naples, (représentation prévue le 17 mais retardée de deux jours à cause de l'indisposition du ténor)[1].

L'opéra a été joué sporadiquement en Italie pendant les quatre années suivantes, puis est tombé dans l'oubli car il n'a pas pu se maintenir au répertoire. Le 18 avril 1931 l'opéra a été rejoué avec quelques révisions à l'Opéra de Rome et sous la direction du compositeur lui-même, et avec la distribution : Giannina Arangi-Lombardi (Rosaura), Mafalda Favero (Columbine), Angelo Minghetti (Florindo), Alessio From Paolis (Arlequin) et Adelio Zagonara (Brighella), Luigi Montesanto (Capitaine Por), Ernesto Badini (Tartaglia) et Mario Bianchi (Graziano / Balanzone), la basse Carlo Scattola (Pantalone), et le récitant Becci (Giocadio). Cela a été un nouvel échec.
Cependant, certaines représentations au vingtième siècle ont été reçues avec un certain intérêt critique. 
Le Wexford Festival Opera 2024 en Irlande, en a proposé une série de représentations,, en octobre  2024, sous la direction de Francesco Cilluffo, dans une mise en scène de Stefano Ricci, avec Lavinia Bini (Rosaura), Benoît-Joseph Meier (Arlecchino), Ioana Constantin-Pipelea (Colombina), Gillen Munguia (Brighella), Mateo Mancini (Il Capitano Spaventa), Rory Musgrave (Dottore Graziano), Andrew Morstein (Florindo), Giorgio Caoduro (Tartaglia), Mariano Orozco (Pantalone De’Bisognosi). La représentation du 18 octobre a fait l'objet d'une captation par la RTE diffusé sur sa chaîne Youtube.

## Rôles
| Rôle                  | Voix       | Première au Teatro dell'Opera di Roma (Chef d'orchestre: Pietro Mascagni) | Première à La Fenice 17 janvier 1901 (Chef d'orchestre:) |
| --------------------- | ---------- | ------------------------------------------------------------------------- | -------------------------------------------------------- |
| Rosaura               | soprano    | Celestina Boninsegna                                                      | Maria Farneti                                            |
| Arlequin Battocchio   | ténor      |                                                                           | E. Giordani                                              |
| Colombine             | soprano    |                                                                           | M.a Fiori                                                |
| le Capitaine Spaventa | baryton    |                                                                           | Nestore della Torre                                      |
| Brighella             | ténor      |                                                                           | Augusto Balboni                                          |
| Docteur Graziano      | baryton    |                                                                           | Felice Foglia                                            |
| Pantalon De Bisognosi | basse      |                                                                           | Ruggero Galli                                            |
| Florindo              | ténor      |                                                                           | Elvino Ventura                                           |
| Tartaglia             | baryton    |                                                                           | Giovanni Bellucci                                        |
| Giocadio              | rôle parlé |                                                                           | Carlo Duse                                               |